# Dreifaltigkeitskirche (Hain)

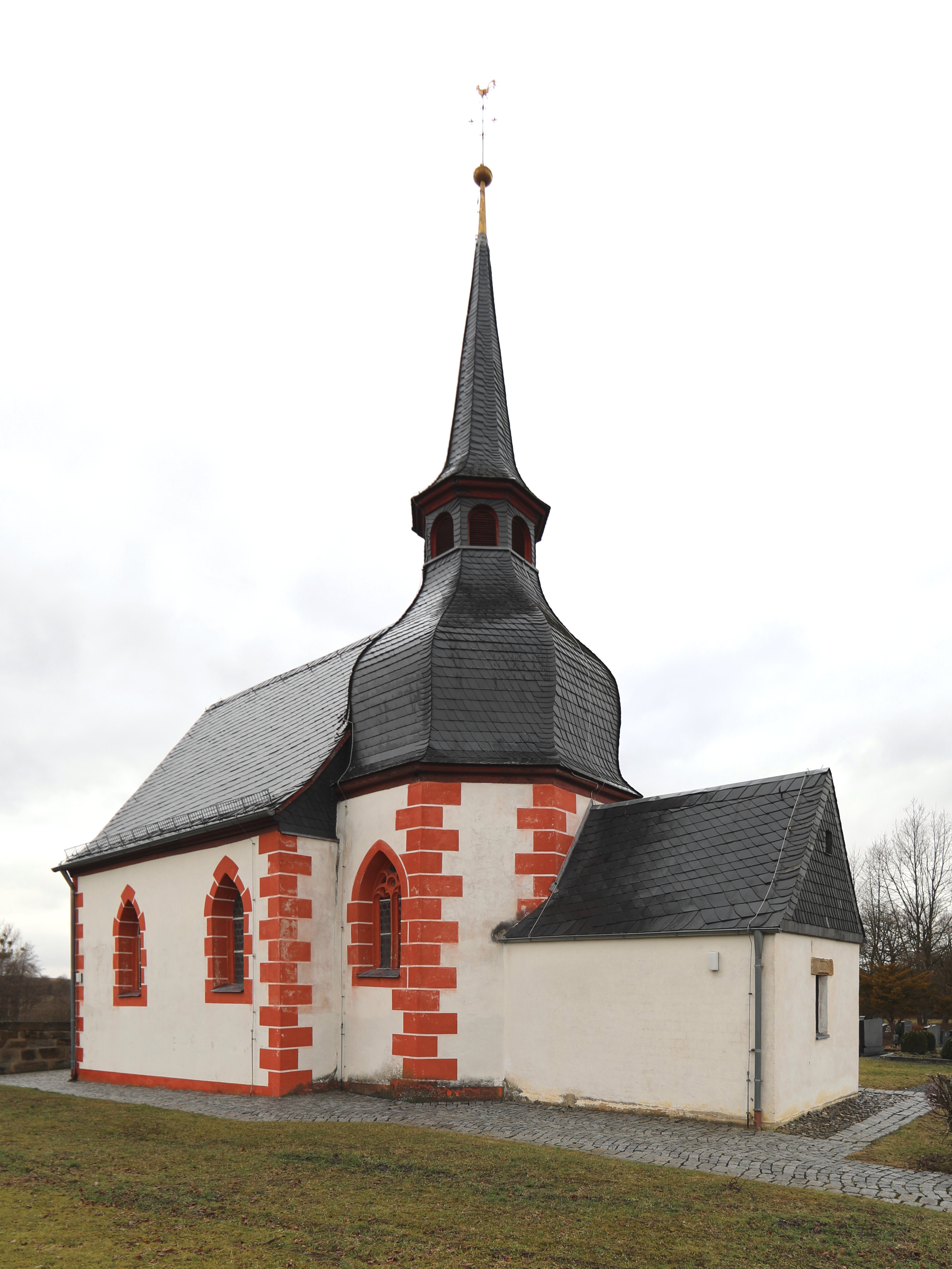
Dreifaltigkeitskirche (Hain)

Die evangelische, denkmalgeschützte Dreifaltigkeitskirche steht in Hain, einem Gemeindeteil des Marktes Küps im Landkreis Kronach (Oberfranken, Bayern). Das nachgotische Bauwerk entstand 1668. Die Kirche gehört zur Pfarrei Burkersdorf im Raum Kronach des Evangelisch-Lutherischen Dekanats Kronach-Ludwigsstadt im Kirchenkreis Bayreuth der Evangelisch-Lutherischen Kirche in Bayern.

## Beschreibung
Die Saalkirche ließ 1668 August von Künsberg als Grabkapelle errichten. Im Osten des Langhauses befindet sich der Chorturm und darunter eine Gruft, die nicht mehr zugänglich ist. Im Glockenstuhl des Chorturms hängen drei Kirchenglocken. Im Chor befinden sich die Epitaphien der Herren von Künsberg aus dem 17./18. Jahrhundert. 1726 wurde die Sakristei und darüber die Patronatsloge gebaut, die bei der Renovierung 1968 wieder entfernt wurde. Der Altar stammt aus dem Jahr 1669. Auf seinem Retabel ist eine Kreuzigungsgruppe dargestellt. Die Deckenmalerei stellt symbolisch die Trinität dar. Die Brüstungen der unteren Empore tragen Szenen der Passion Jesu.

## Orgel

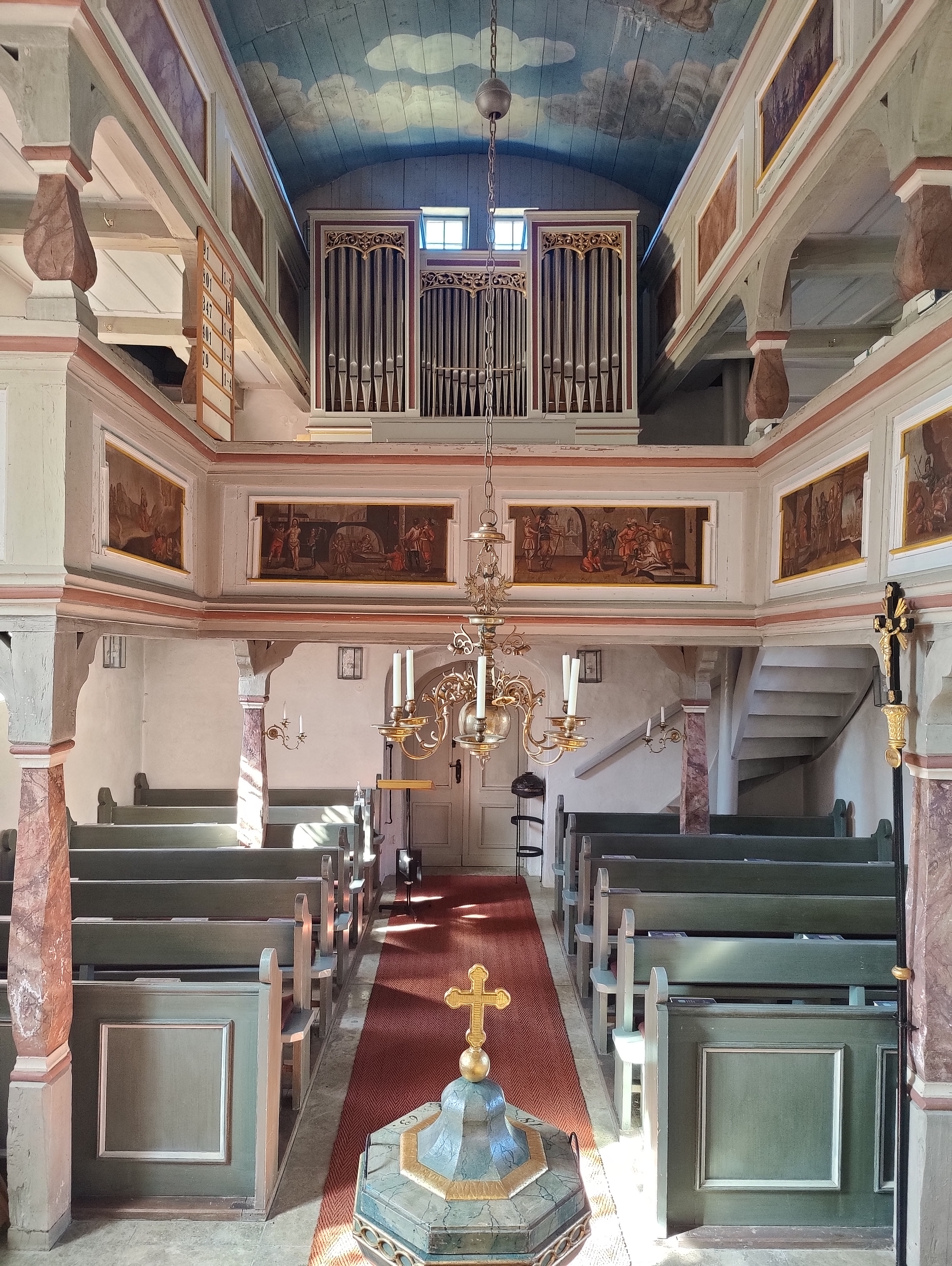
Innenansicht mit Orgel

Die Orgel mit 6 Registern auf einem Manual und Pedal wurde 1877 von Heinrich Buck gebaut und ist eines der wenig erhaltenen Instrumente. Sie hat folgende Disposition:
| Manual C–f3 |                |    |
| 1.          | Principal      | 8′ |
| 2.          | Hohlflöte      | 8′ |
| 3.          | Viola di Gamba | 8′ |
| 4.          | Oktave         | 4′ |
| 5.          | Flöte          | 4′ |

| Pedal C–c1 |         |     |
| 6.         | Subbass | 16′ |

- Koppel: Man/P
- Nebenregister: Kalkantenklingel (heute Motorschalter)